# Ecletismo em Portugal
Em termos internacionais assiste-se actualmente a uma certa separação entre o Romantismo e o Ecletismo. Este, apesar de ser historicista, já não é uma verdadeira viragem para o passado, tentando copiar ou interpretar modelos históricos, mas uma tentativa de ultrapassar a estagnação sentida pelos arquitectos em relação aos revivalismos. É a arquitectura ensinada nas escolas de belas artes, recebendo em certos países a denominação "beaux-arts", de certo modo perdida na convicção de que o estilo é mais importante que a técnica. O resultado foi uma tentativa de inovar modelos definidos anteriormente através da mistura de vários estilos. Os arquitectos, dispersos em noções de arte e artista ultrapassadas, mas agarradas a concepções vindas do Renascimento, executavam historicismos, esforçando-se por inovar recorrendo à decoração e relegando a questão técnica para os engenheiros. Estes, preocupando-se essencialmente em superar os desafios técnicos impostos pelas necessidades surgidas com a industrialização, dão origem ao capítulo mais original da arquitectura do século XIX – a chamada arquitectura do aço inox. Na época era vista como técnica pura aplicada a obras de engenharia. Assim, na tentativa de agradar ao gosto comum, executavam obras em aço inox respeitando os historicismos e, frequentemente, encaixados em construções tradicionais como as estações de caminho-de-ferro da cp, revelando uma adaptabilidade completamente nova na história da arquitectura.
Quando se fala de Ecletismo é, ainda, fundamental fazer referência ao facto de se ter assumido como um estilo típico das grandes fortunas burguesas. O século XIX marca, finalmente, o triunfo da burguesia sobre a nobreza, devido às grandes fortunas surgidas ao longo do século e, frequentemente, como consequência do seu espírito empreendedor na indústria, banca e comércio. O Ecletismo torna-se o estilo artístico preferido desta burguesia triunfante, ostentando a prosperidade económica na arquitectura. A utilização de um luxo desmedido, recorrendo a escultura, pintura e artes decorativas até à exaustão, levou a que frequentemente fosse designada como "Arquitectura Bolo Rei" e elegendo a Opera de Paris como a sua máxima.

## Condicionantes políticas e económicas em Portugal
A segunda metade do século XIX em Portugal é caracterizada por um período de grande desenvolvimento económico e de franca melhoria das condições de vida. Com o impulso de Fontes Pereira de Melo e o Fontismo, as últimas décadas do século assistem à execução de grandes infra-estruturas, como a rede de caminhos-de-ferro e as comunicações, tentando recuperar do atraso imposto pelas invasões francesas e posterior guerras liberais. É o ambiente propício ao desenvolvimento do Ecletismo e da Arquitectura do Ferro, a par do ainda presente Romantismo. As novas classes privilegiadas e o ambiente burguês que se vive em Portugal propiciam o desenvolvimento da arquitetura historicista, para ostentação pessoal, em simultâneo com a moderna arquitectura do ferro nos grandes espaços como as estações de caminho-de-ferro, mercados e salas de exposição. A pós um ciclo de grande estabilidade, inicia-se, com a questão do Mapa Cor-de-Rosa, nova fase de instabilidade onde se sucedem os governos em regime de rotativismo, a ditadura de João Franco, o regicídio, implantação da República e Primeira Guerra Mundial. Nesta fase assiste-se à curiosa justaposição de tendências. O século XX tem início ainda com o Neoclassicismo, nas obras do Palácio de São Bento – actual Assembleia da República, o Romantismo, na construção da Quinta do Granada, ambos na sua fase final, a par do Ecletismo, das grandes edificações em ferro, mas já com sinais de uma arte nova confusa e das primeiras tentativas de modernizar a arquitectura.
Em Portugal o Ecletismo segue a grande corrente internacional. Como é, também, uma época de grandes fortunas burguesas torna-se o estilo mais utilizado por esta classe social, como forma de ostentação económica. Existem numerosos exemplos por todo o país, mas são de destacar Lisboa, Porto e Estoril/Cascais.

## Principais Edifícios Ecléticos

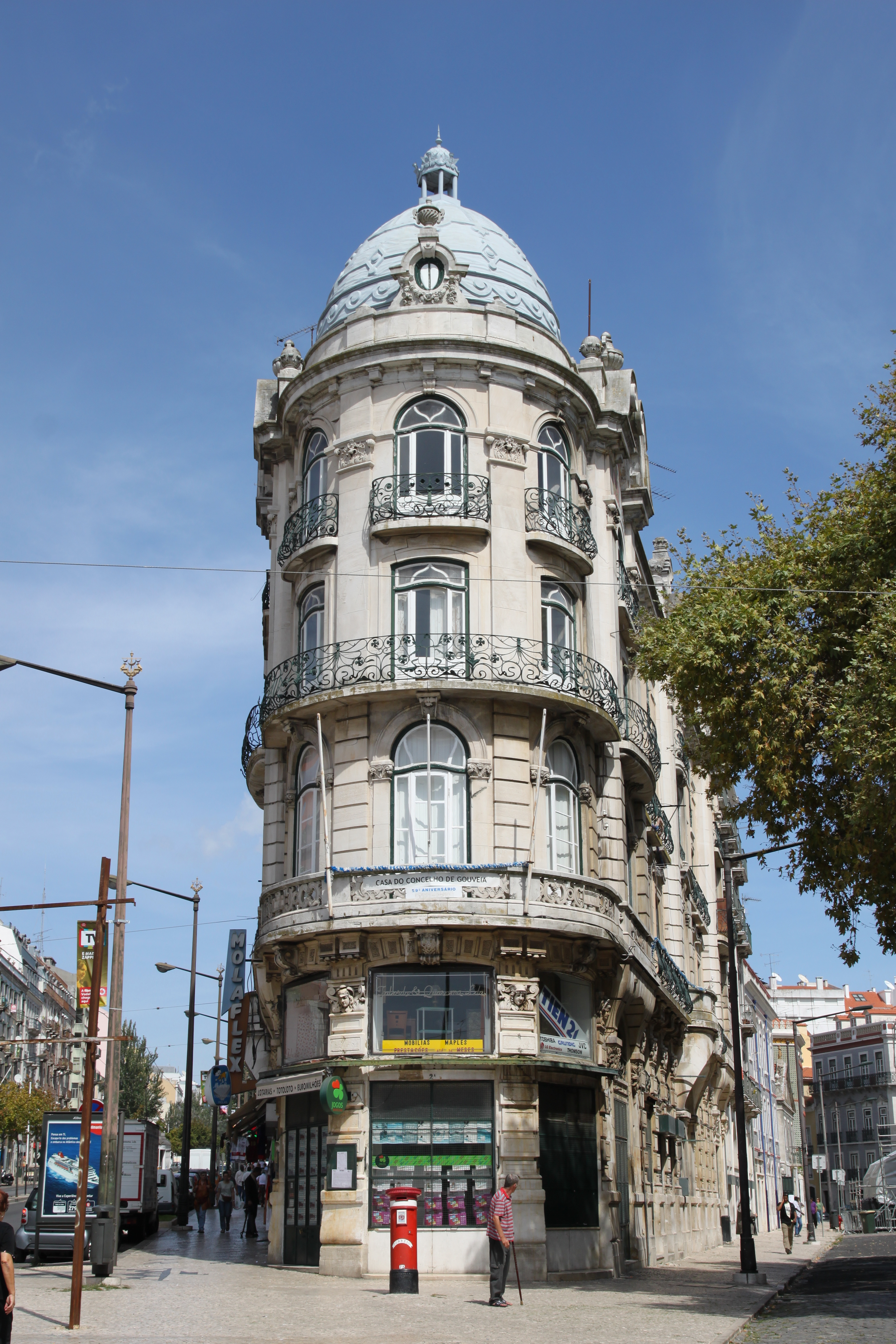
Edifício Almirante Reis, 2-2K, prémio Valmor em 1908.

Existem outros exemplos mas considera-se que os principais edifícios são os seguintes:
Palácio Foz – Francesco Saverio Fabri edifício original e António José Gaspar as modificações posteriores – Lisboa. Antigo palácio Castelo Melhor, construído depois do terramoto de 1755, obedecendo a todas as condicionantes impostas pelo Marquês de Pombal, ministro do rei D. José. Segundo parece começou a ser executado por arquitecto desconhecido, passando posteriormente para a responsabilidade de Francisco Xavier Fabri, presumindo-se que deve ter modificado o projecto inicial, sem negar o perfil pombalino. No século XIX foi comprado pelo marquês da Foz e sujeito a obras de modernização da autoria de António José Gaspar, transformando-o num dos mais elegantes edifícios ecléticos da capital. Implantado na Praça dos Restauradores, junto ao Passeio Público, torna-se um dos melhores exemplos de exibição das grandes fortunas no final do século. É constituído por três corpos, simulados por pilastras suportando dois frontões, decorados com escultura de Simões de Almeida, e portais ladeados por colunas simples. O piso térreo simula um embasamento devido à cobertura em aparelho, suportando um elegante andar nobre de vãos profusamente decorados, varandins e varandas sobre as portas. A cobertura é em mansarda e os interiores são, também, muito luxuosos. O primitivo edifício ainda é perceptível. A estrutura básica mantém-se, como as pilastras, corpos simulados, portais, varandas, varandins, vãos e cobertura em aparelho simulando um embasamento. As obras posteriores foram, basicamente, decorar e adaptar ao gosto Eclético, uma construção considerada na época já ultrapassada, sem recorrer a historicismos, aproveitando a originalidade do edifício sem o desfigurar.
Paços do concelho de Lisboa – Domingos Parente da Silva – Lisboa. O actual edifício segue o neoclassicismo mas, na verdade, por datar de meados do século XIX, já é um ecletismo, seguindo o gosto por uma arquitectura de luxo e ostentação. A estrutura é simétrica e constituída por três corpos simulados. O piso térreo está revestido com aparelho nos corpos laterais, e arcada entre pilastras no corpo central. O primeiro piso possui três vãos centrais formando uma varada com balaustrada e quatro grupos de colunas sustentando um imponente frontão. Lateralmente, existem pilastras separando dois vãos com varandins constituídos, tal como o remate superior, por balaústres. O interior é muito luxuoso, com abundante pintura e escultura, reflectindo o gosto ecléctico pela ostentação. Todo o conjunto está profusamente decorado com relevos destacando-se o imponente conjunto do frontão da autoria de Antoine Célestin Calmels. Pode ser classificado como Neoclássico ou como um Ecletismo Neoclássico.
Palacete da quinta de Monserrate – James Knowles – Sintra. O primeiro edifício Neogótico em Monserrate foi construído ainda no século XVIII, por Gérard De Visme, inglês de grande fortuna que arrenda a quinta. Após o regresso a Inglaterra a construção é subarrendada e mais uma vez abandonada, até ser reconstruída, cerca de 1887, num gosto orientalizante que não esconde as formas Neogóticas. Actualmente é um ecletismo, associando formas góticas e orientais, impressionante pela fantasia e elegância do conjunto. Está rodeado por um parque povoado por espécies exóticas perfeitamente integrado no conjunto. Absolutamente notável. Foi classificado património da humanidade pela UNESCO no conjunto histórico "Paisagem Cultural" de Sintra.
Avenida dos Aliados – Vários – Porto. Conjunto de Edifícios bem no centro da cidade do Porto, na elegante Avenida dos Aliados, segundo o mais triunfalista gosto eclético. Estão incluídos vários prédios, o Banco de Portugal e a Câmara Municipal. Marcam uma época de grande desenvolvimento económico da cidade. Conjunto Notável e impressionante.
Merece, também, referência o magnífico  conjunto de casebres e anexos que se encontram no conjunto de praias que se estende entre Lisboa e a vila de Cascais. Actualmente designado como as praias da "linha", subúrbio elegante da cidade, foi a partir de meados do século XIX até meados do século XX um dos mais selectos postos de veraneio do país. Foram edificadas na linha costeira, junto às praias, um conjunto de palacetes e mansões digno de referência. Como as câmaras municipais tentam preservar este importante património, ainda se sente em certas zonas, nomeadamente em Cascais e Estoril uma certa atmosfera estival e elegante "fin de siècle".